# 千葉県道229号太東停車場線

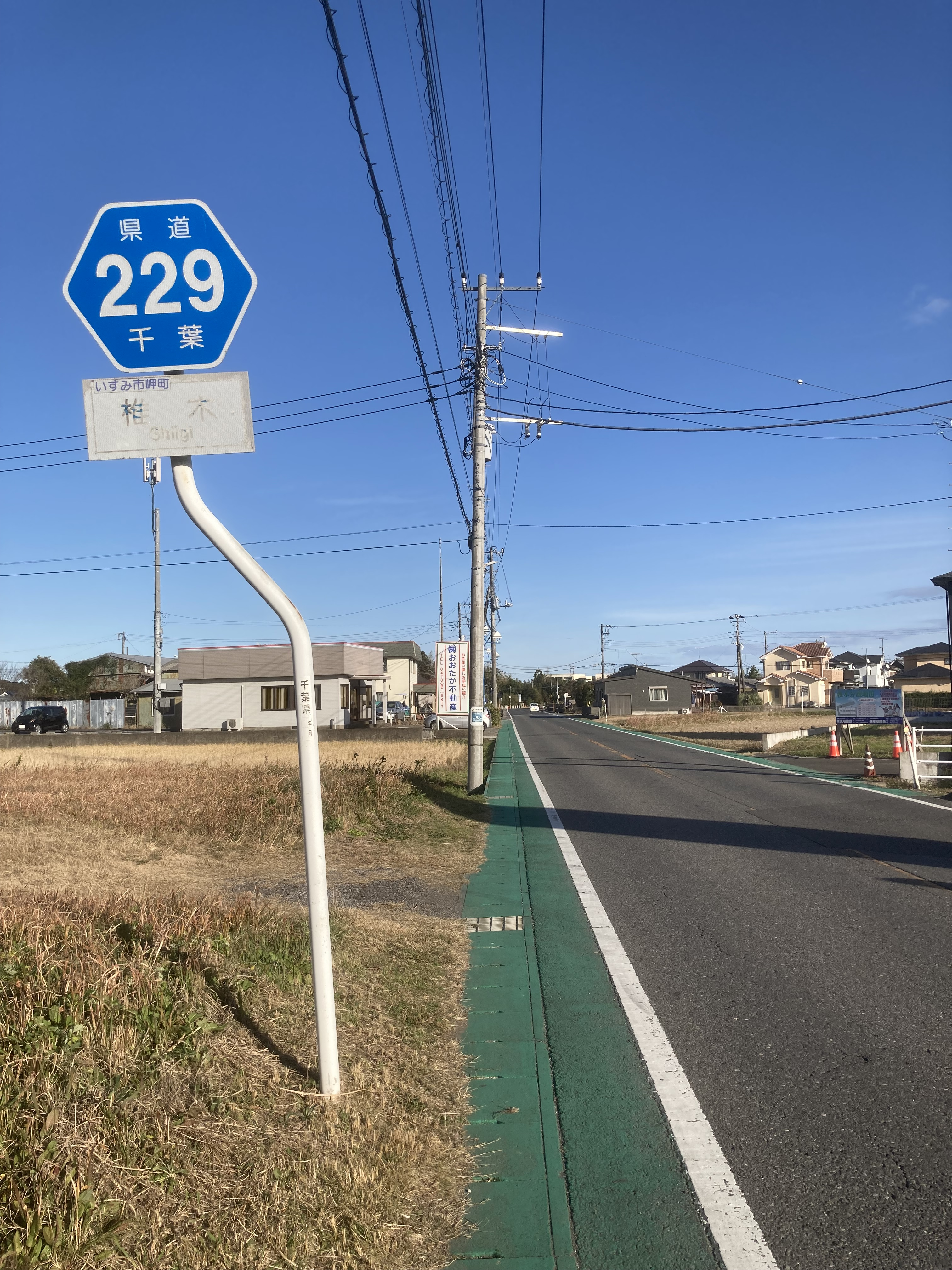
千葉県いすみ市JR太東駅付近（2023年12月撮影）

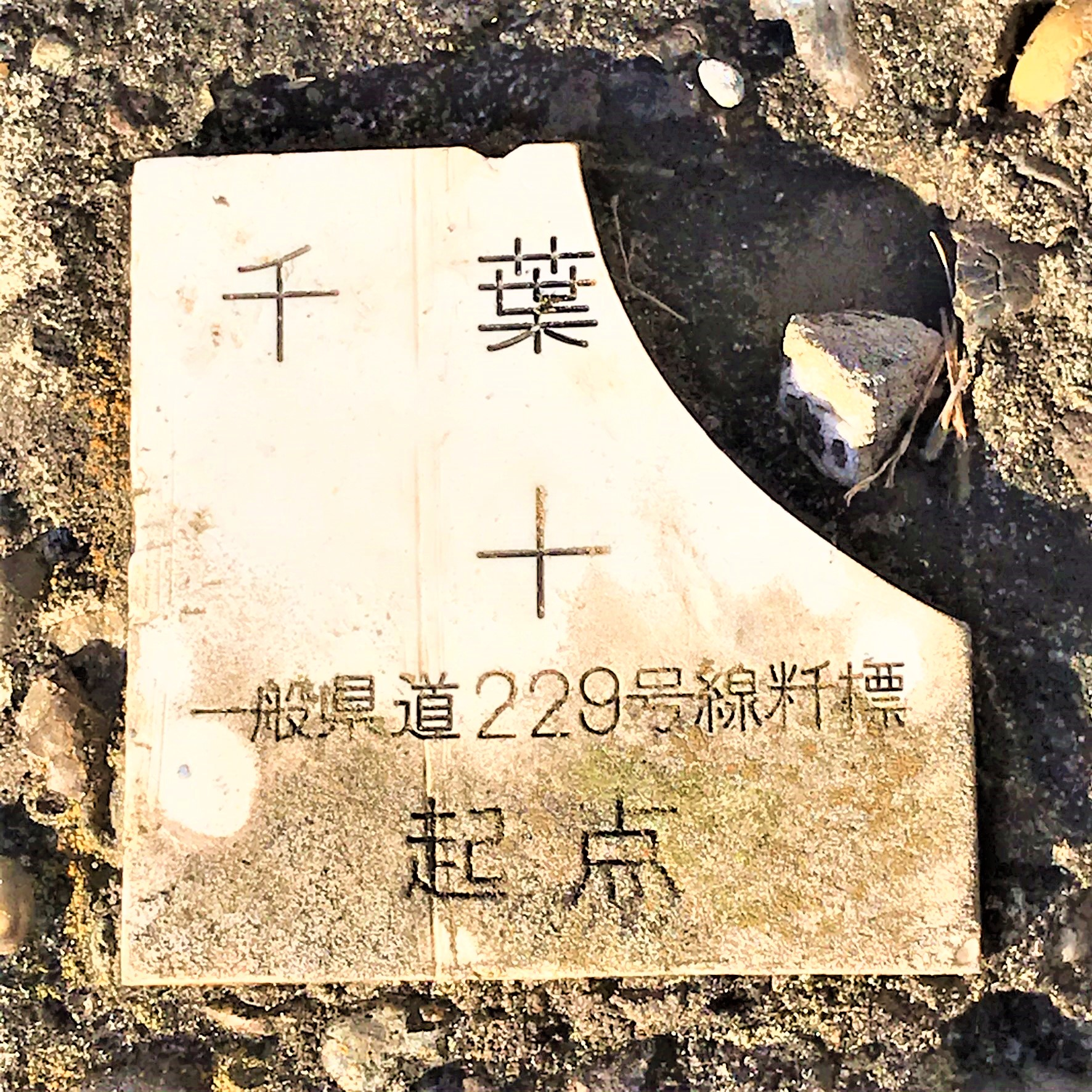
千葉県道としては珍しく起点標が残存

千葉県道229号太東停車場線（ちばけんどう229ごう たいとうていしゃじょうせん）は、千葉県いすみ市を通る一般県道。

## 路線データ
- 起点：いすみ市岬町椎木（外房線太東駅）
- 終点：いすみ市岬町和泉（太東灯台入口交差点、国道128号交点）
- 総延長：2.670 km（夷隅土木事務所管内：2.670 km[1]）
- 重用延長：0.0 km（夷隅土木事務所管内：0.0 km）
- 実延長：2.670 km（夷隅土木事務所管内：2.670 km[1]）

## 通過する自治体
- いすみ市

## 交差・接続する道路
- 国道128号 - いすみ市岬町和泉（太東灯台入口交差点、終点）